# Ястремский, Фёдор Николаевич

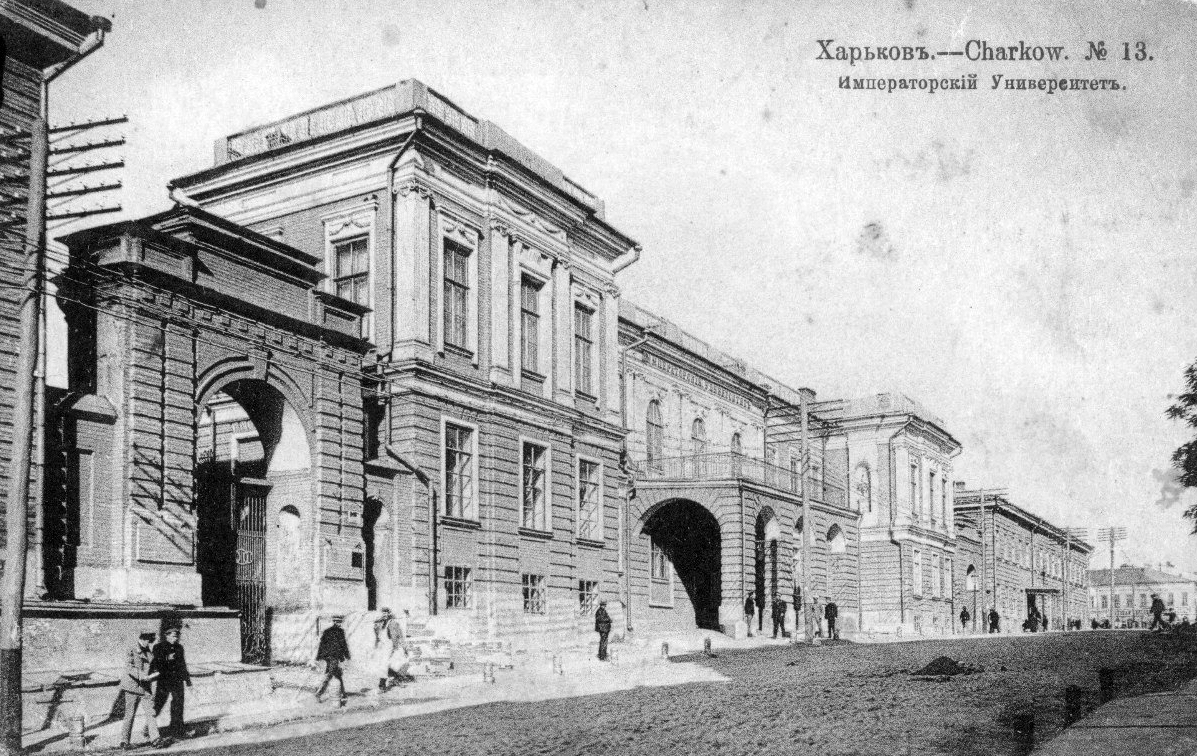
Императорский Харьковский Университет

Список личного состава Минской Казенной палаты на 1895 год.

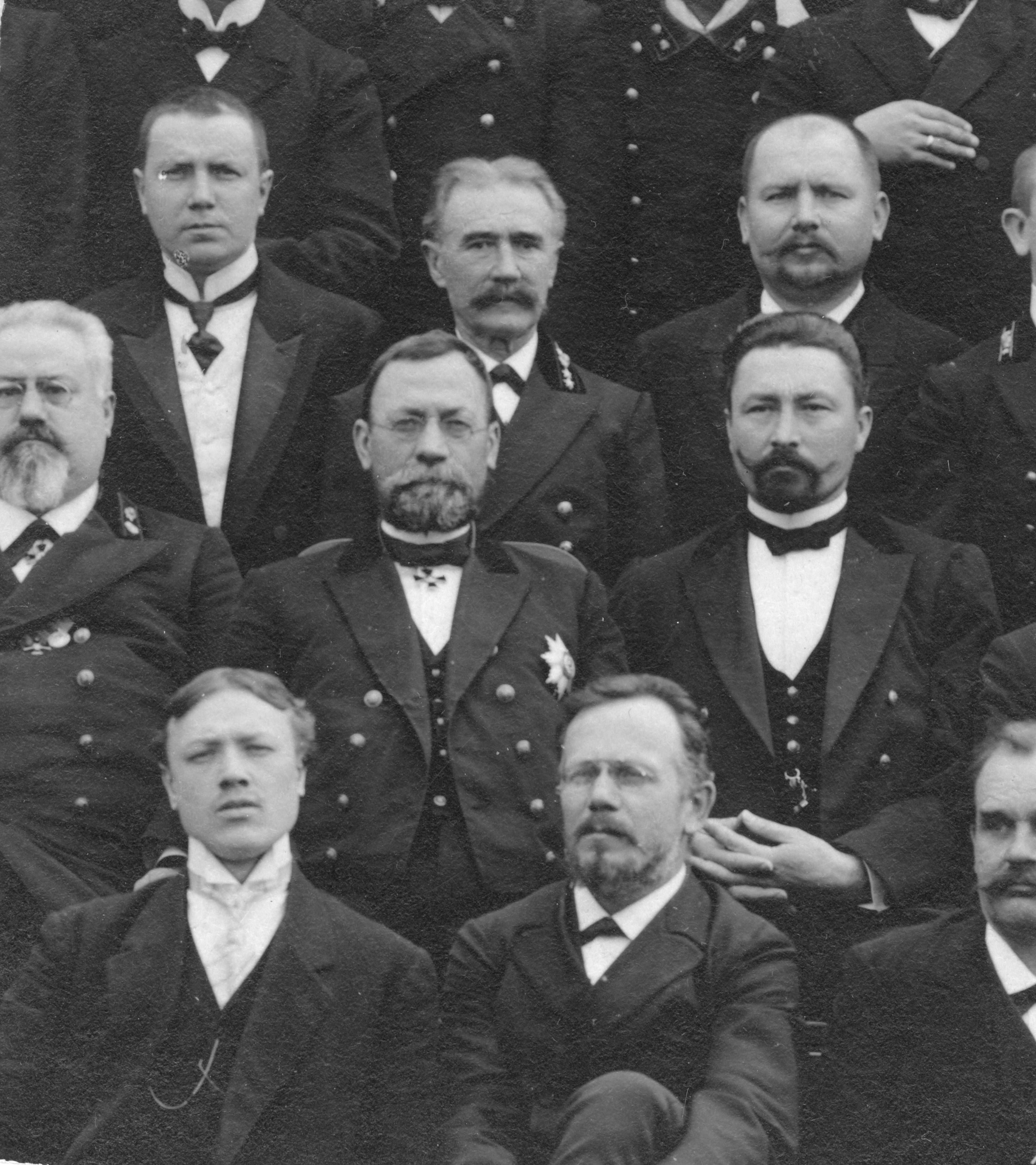
Личный состав Минской Казенной палаты на 1912 год

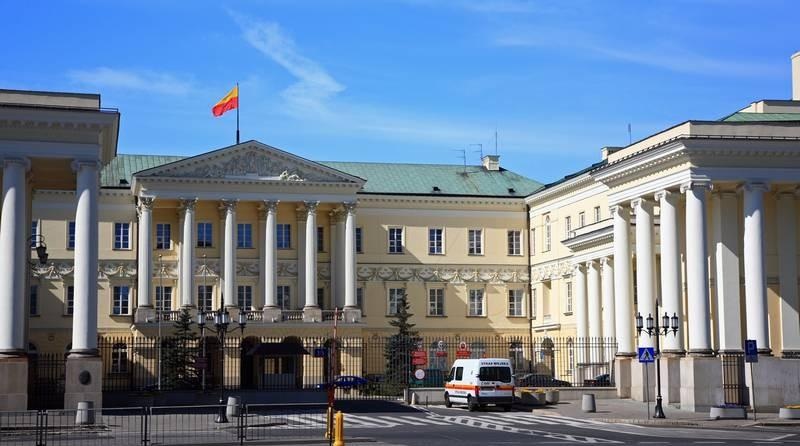
Дворец правительственной комиссии по доходам и казначейства в Варшаве (Площадь Банков 3/5). Варшавская Казенная палата до 1914 года.

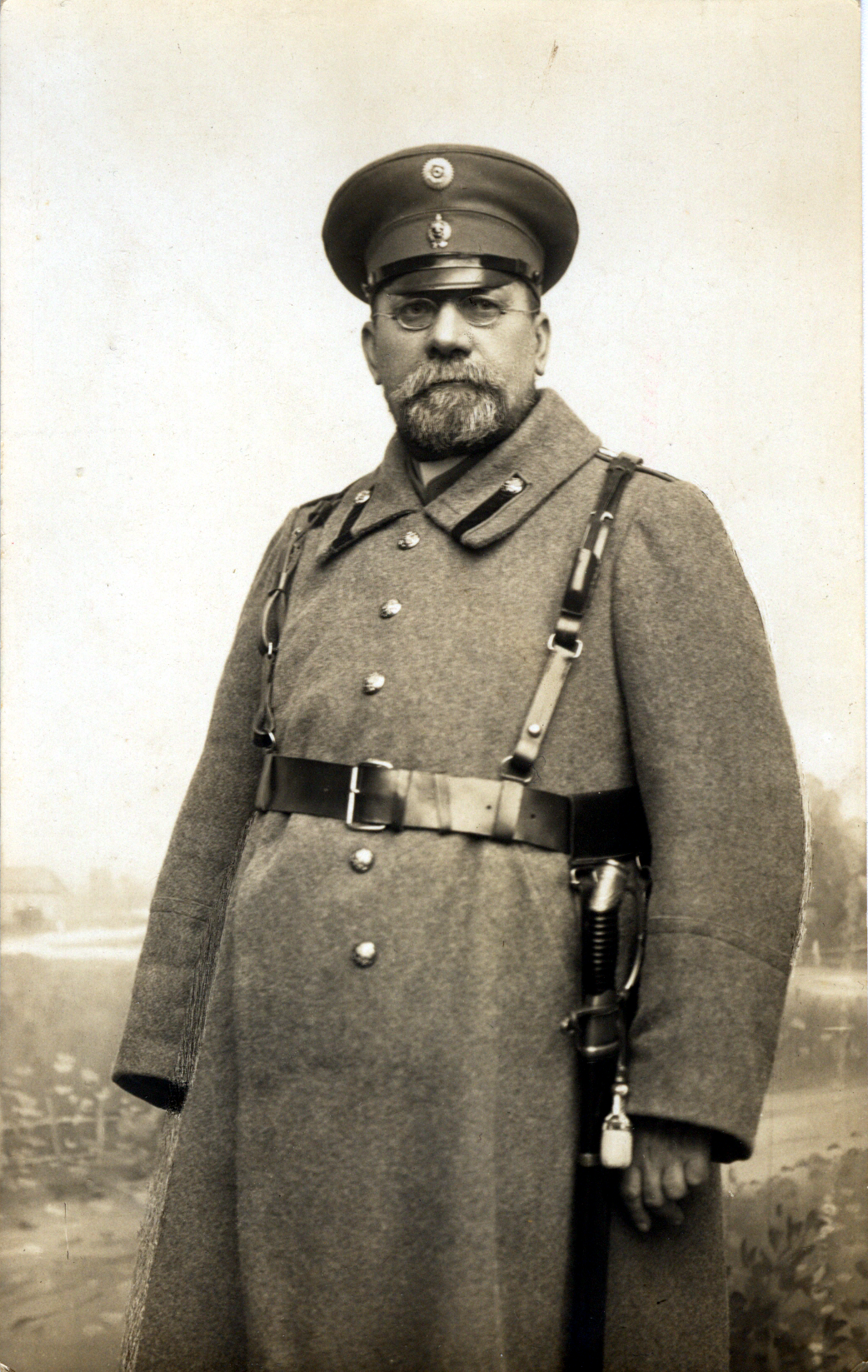
7 декабря 1914 года, населённый пункт Siedlce

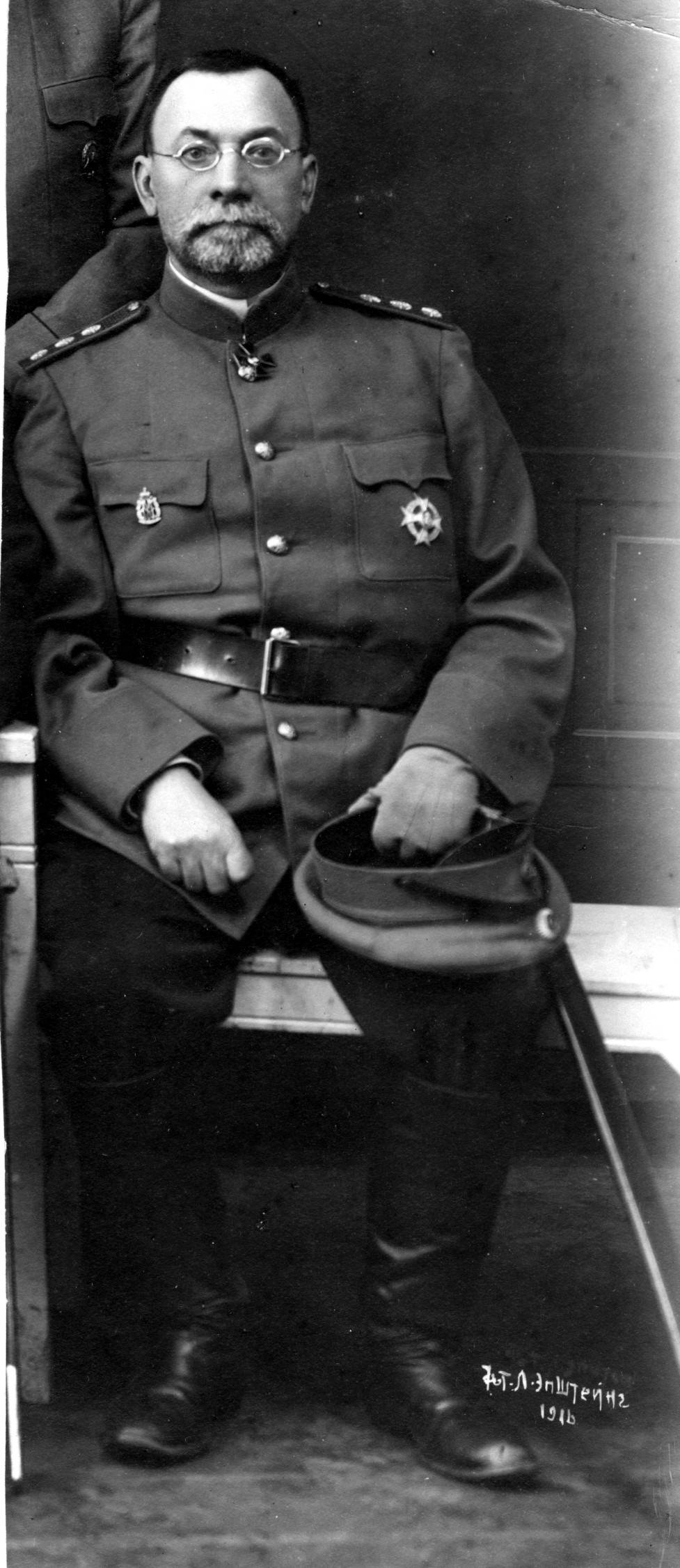
Ястремский Фёдор Николаевич — Главный Казначей Западного фронта (Минск, фотограф Л. Эпштейн, 1916 год)

Фёдор Николаевич Ястремский (1858—1919) — государственный деятель Российской Империи, управляющий Минской Казенной палатой, экономист, статистик, опубликовал более десятка письменных работ по экономике, статистике и географии Минской губернии, член Минского общества любителей природоведения, этнографии и археологии, член Минского отделения Общества борьбы с заразными болезнями, один из основателей частного благотворительного общества «Милосердие», директор и меценат Минского губернского детского приюта для брошенных младенцев ведомства учреждений Императрицы Марии. Обустройство государственных крестьян, после отмены крепостного права, считал основным условием экономического роста и стабильности государства. Временно исполнял обязанности губернатора города Минска в: 1901, 1902, 1904, 1905, 1911, 1912 годах.

 Определенные им ставки сельхозналога и земельной ренты по отдельным районам Минской губернии практически сохранялись и при советской власти. Многие из выводов, сделанных Ф. Ястремским, не потеряли актуальности сегодня, а многие из поднятых более 100 лет назад вопросов являются предметом дискуссий в современной экономической науке. О научной значимости результатов исследований Ф. Н. Ястремского можно судить по признанию его вклада в разработку проблем оценки земли и районирования белорусскими учёными-экономистами периода НЭПа. Так, многие белорусские экономисты (С. Маргелов, и др.) 1920-х годов считали, что до революции в Беларусии экономическая наука не развивалась… за исключением научных экономических исследований Ф. Н. Ястремского.— Владимир Акулич (кандидат экономических наук, доцент БГЭУ)

## Биография
Федор Николаевич Ястремский родился 8 июня 1858 года в селе Ново-Бурлуцкое Волчанского уезда Харьковской губернии, в семье священника местной Николаевской церкви. В семье точно соблюдались православные традиции и по церковному календарю ему дали имя Федор, что в переводе с древнегреческого означает — «Дар Божий». Казацкая слобода основана в 1695 году и располагалась в 55 верстах от уездного города Волчанска, на безымянном протоке реки «Бурлук».
Федор был первым ребёнком в семье священника и семья приложила все усилия, чтобы их старший сын получил лучшее образование. В семье родилось ещё 7 детей: Михаил (1859), Иоанн (1861), Василий (1863), Анна (1868), Александр (1872), Евгений (1876), Георгий (1881). Двое из братьев стали священниками: Иоанн и Александр.
Отец — Ястремский Николай Венедиктович, служил в Николаевской церкви в сане протоиерея (до 1904 года).
Мать — Ястремская Александра Ивановна, домохозяйка.
Своё начальное образование Ястремский Федор Николаевич получил в приходской школе при земском народном училище. По достижении сыном 16-ти лет, отец отправил его учиться в Харьковскую духовную семинарию, которую он закончил в 1877 году. На 1860 годы приходится становление фотографии, как таковой, в западной части Российской Империи. Ястремский очарован этим чудом и занимался фотографией всю свою жизнь, как любитель. 29 стереоскопических снимков Федора Ястремского выставлялись в фотографическом отделе художественно-промышленной выставки в Минске, в здании Минского коммерческого училища с 11 по 24 апреля 1910 года.
22 сентября 1877 года поступает в Императорский Харьковский Университет (обучение на собственные средства). В 1881 году он закончил 4-х годичное обучение в Императорском Харьковском Университете, но продолжил своё дальнейшее образование. 18 марта 1882 года на заседании совета, под председательством ректора университета, Ястремскому продлили срок для представления кандитатской диссертации. 16 сентября 1882 года он был утвержден в степени кандидата Физико-Химических наук.
По окончании высшего учебного заведения Ястремскому жалуется чин — Коллежский секретарь, в случае вступления в гражданскую службу. С 4 октября 1882 года по 1 сентября 1883 года Ястремский служит контролером по наблюдению за производством на сахарных заводах Харьковской губернии в этом чине. На этой работе он был замечен, как сведущий человек и…
Со 2 декабря 1883 года он уже числится на государственной службе. В 1884 году Федор Николаевич начинает работать в Департаменте окладных сборов помощником производителя, а затем помощником бухгалтера в Санкт-Петербурге. Там он и познакомился со своей будущей супругой, Ивановой Ольгой Сергеевной.
13 апреля 1887 года Ястремскому пожалован новый чин — Титулярный советник.
13 мая 1888 году он женится на Ольге Сергеевне и по предписанию отправляется в Херсон. С 20 июня 1888 года он назначен исполняющим должность начальника 2 отделения Херсонской Казенной палаты. Первая дочь Антонина родилась в Херсоне 9 июня 1889 года.
1 февраля 1890 года Ястремскому пожалован чин — Коллежский асессор. В 1891 и 1893 году временно исполняет должность управляющего Казенной палатой Херсонской губернии. Вторая дочь Ксения родилась в Херсоне 15 января 1891 года.
Высочайшим по Министерству финансов приказу от 27 мая 1894 года Ястремский Ф. Н. назначен Управляющим Минской Казенной палатой. Список личного состава Минской Казенной палаты из Памятной книги Минской губернии на 1895 год, Адресъ-Календарь, Губернскія учрежденія стр.19
15 июля 1894 года Ястремскому пожалован чин — Надворный советник.
14 мая 1896 года Ястремскому пожалован чин — Коллежский советник.
В 1897 году проходит первая в истории Российской Империи перепись населения. Федор Николаевич принимает активное участие в этом мероприятии. По результатам проведения переписи, ему жалуют темно-бронзовую медаль «За труды по первой всеобщей переписи населения». Младшая дочь Зоя родилась в Минске 13 февраля 1899 года.
18 апреля 1899 года Ястремскому пожалован чин — Статский советник.
Хотя, Манифест об отмене крепостного права и Положение о крестьянах, выходящих из крепостной зависимости, были подписаны ещё 19 февраля 1861 года, но процесс обустройства крестьян занял длительный период времени. Вслед за центральными губерниями крепостное право было отменено в Белоруссии, на Украине, на Северном Кавказе и в Закавказье. В 1901 году Ястремский издал свой труд — «Поземельное устройство крестьян Минской губернии». За работу по устройству крестьян Минской губернии ему пожалован знак отличия «За поземельное устройство государственных крестьян». Право на получения знака предоставлялось лицам, принимавшим участие в работе (в качестве руководителей) в одной из губерний в течение не менее 6-ти месяцев. Ястремский считал эту работу важнейшим из условий развития экономики. Всего в Российской Империи было освобождено от крепостной зависимости 22 млн крестьян. Из них 4 млн были отпущены на свободу без земли. Освобождение крестьян от крепостной зависимости облегчало создание рынка рабочей силы в стране.
28 марта 1904 года Ястремскому пожалован чин — Действи́тельный ста́тский сове́тник.
По сообщению Минского губернатора Эрдели Я. Е., в 1906 году среди лиц, состоявших на государственной службе, резко выделялись своими левыми убеждениями управляющий Минской казенной палатой Ястремский и управляющий акцизным сбором Дьяков. Во второй половине 1907 года проводилась избирательная кампания в III Государственную думу. Членами Минской губернской избирательной комиссии были прогрессивные государственные служащие: Ястремский, Олевинский, Кологривовый.
К началу Первой Мировой войны на территории Минской губернии работало два заведения для брошенных детей. Ближе к театру, у пересечения улицы Петропавловской (ныне Энгельса) с ул. Подгорной (ныне Маркса), находилось одноэтажное (начала XIX в., архитектор Ф. Крамер) угловое здание бывшей губернской почтовой станции, которое город выкупил (около 1840 г.) для детского приюта. В нём впоследствии размещалась прачечная и кухня приюта. Перед Второй Мировой войной в этом одноэтажном здании находился Институт охраны труда. После длительного перерыва вторым на Беларуси специальным заведением для приёма брошенных младенцев стал Минский приют для подкидышей, открытый в 1894 г. благотворительным обществом «Милосердие» на улице Скобелевской. С 10 января 1908 года Ястремский назначается Директором Минского губернского детского приюта ведомства Императрицы Марии с оставлением в должности управляющего Минской Казенной палатой. «Золотой» знак «И Вы живы будете» пожалован Ястремскому за проявленное усердие. Корона и вензель на знаке покрывались позолотой для попечителей, их помощников, директоров и почетных членов советов детских приютов.
В Послужном списке Ястремского Ф.Н. среди прочих имеется следующая запись:
"ГОСУДАРИНЯ ИМПЕРАТРИЦА МАРIЯ ΘЕДОРОВНА по всеподданѣйшему докладу исправляющаго должность Главноуправляющаго Собственною ЕГО ИМПЕРАТОРСКАГО ВЕЛИЧЕСТВА Канцелярiю по учрежденiям ИМПЕРАТРИЦЫ МАРIИ, объ отлично-усердной и высокополезной дѣятельности въ должности Директора дѣескаго прiюта въ г.Минскѣ оставленной вслѣдствiе переѣзда по служебным обстоятельствамъ въ г.Петроковъ, ВСЕМИЛОСТИВѢЙШЕ соизволила пожаловать золотой перстень съ вензелевымъ изображенiем ВЫСОЧАЙШАГО ЕЯ ВЕЛИЧЕСТВА Имени, каковой получен при письмѣ и.д. Главноуправляющаго Канцелярiею 18 марта 1913 г.".
В 1912 году Ястремский был переведен из Минской Казенной палаты в Петроковскую губернию, где в 1913 году исполнял обязанности губернатора города Петроковъ (Piotrków Trybunalski) — губернский город.
26 августа 1913 года Ястремский назначен на должность управляющего Варшавской Казенной палаты, которая тогда располагалась на улице Рымарская, 5 (Rymarska). Новое название — Площадь Банков 3/5 (Plac Bankowy). Здание после Второй Мировой войны реставрировалось и используется по тому же профилю.
Согласно телеграмме Директора Департамента Государственного Казначейства от 23 июля 1914 года на Федора Николаевича возложено исполнение обязанностей Главного Казначея армии Северо-Западного фронта. Так началась Первая Мировая война для Ястремского. 6 сентября 1915 года, он стал Главным Казначеем армии Западного фронта.
22 марта 1915 года Ястремскому пожалован чин — Тайный советник.
В конце февраля 1918 года в результате наступления германских войск большая часть Белоруссии была оккупирована. 21 февраля 1918 года немцы взяли Минск. 3 марта 1918 года был подписан Брестский договор между Германией и Советской Россией, тем самым для России Первая Мировая война закончилась. В том же 1918 году упраздняются Управления Казначеев всех фронтов. Так закончилась война для Ястремского Ф. Н.
Судьба забрасывает Федора Николаевича и Ольгу Сергеевну в Тамбов. Бывший сотрудник Минской Казенной палаты, Михаил Гиляриевич Татур, в 1918 году работает заведующим сметно-кассовым подотделом, член коллегии Тамбовского Губернского Финансового Отдела (в 1930 году Татур работает инспектором Подсметного управления НК Финансов БССР). Татур М. Г. помог с трудоустройством своему бывшему руководителю. С 1 апреля 1919 года Федор Николаевич начал работать в Тамбовском Губернском Финансовом отделе (бывшая Тамбовская Казенная палата) помощником заведующего сметно-кассовым подотделом и продолжал работать вплоть до проявления болезни.
Ирония судьбы, с 1897 года Федор Николаевич Ястремский был членом Минского отделения Общества борьбы с заразными болезнями. Он скончался в Тамбове от сыпного тифа 15 июня 1919 года, отпевали его во Введенской церкви, а похоронили на Успенском кладбище города Тамбова (возле вокзала) против старой мельницы возле дорожки 3-4. На кресте нет надписи, могила с крестом, выкрашенным в защитный (зелёный) цвет. Могила обложена дёрном и на ней посередине из дёрна сделан крест.
За годы советской власти Успенское кладбище и кладбищенская церковь были полностью снесены.
В 1968 году скончалась единственная внучка Ястремского Ф. Н. — Тамара (дочь Антонины). У других дочерей Ястремского детей не было.

## Основные работы
- Переустройство дорожной и подводной повинностей в Минской губернии. Миск, 1896
- Поступление окладных казенных и земских сборов и положение податного дела в Минской губернии. Минск, 1896
- Краткий очерк Минской губернии в физико-географическом и статистико-экономическом отношении. Минск, 1897
- Учёт и оценка земель: указания, данные на съездах податных инспекторов Минской губернии, 3―8 июля 1897 г., 5―12 октября 1898 г., 28 мая ― 1 июня 1899 г. и 14―18 апреля 1900 г.
- Поземельное устройство крестьян Минской губернии. Минск, 1901
- Натуральная дорожная повинность в Минской губернии. Минск, 1902
- Дорожная повинность в Минской губернии. Минск, 1903
- Переоценка недвижимостей в Минской губернии. (Материалы к оценке недвижимости в Минской губернии.) Минск, 1904
- Дворянский избирательный ценз для Минской губернии. Минск, 1905
- Повинности крестьян Минской губернии. Минск, 1906
- Эксплуатация и доходность казенных лесов. Минск, 1906
- Купли-продажи, залоги и аренды земель в Минской губернии. Минск, 1907
- Полевое хозяйство. Минск, 1908
- Пути сообщения Минской губернии. (Грузообороты железнодорожных станций и речных пристаней.) Минск, 1909
- Материалы к оценке недвижимости в Минской губернии. Нормы оценки земель и лесов. Минск, 1910;
- Товарообмен Минской губернии в связи с её особенностями (Памятная книжка Минской губернии на 1912 год) Минск, 1911, Стр.111-133

## Награды
- Орден Святого Станислава 3-й степени (21 апреля 1891);
- Медаль «В память царствования императора Александра III» (26 февраля 1896);
- Медаль «За труды по первой всеобщей переписи населения» (14 марта 1897);
- Орден Святой Анны 2-й степени (14 апреля 1902);
- Знак отличия «За поземельное устройство государственных крестьян» (11 августа 1903);
- Орден Святого Владимира 4-й степени (2 апреля 1906);
- Орден Святого Владимира 3-й степени (13 апреля 1908);
- Орден Святого Станислава 1-й степени (10 апреля 1911);
- «Золотой» знак Ведомства учреждений Императрицы Марии «И Вы живы будете» (29 сентября 1912);
- Орден Святой Анны 1-й степени (14 апреля 1913).
- Медаль «В память 300-летия царствования дома Романовых» (30 января 1914);
- Медаль «За труды по отличному выполнению всеобщей мобилизации 1914 года» (6 июня 1915).

## Фонды архивов
- 1. ФКУ РГИА — Российский Государственный Исторический Архив

Ф.573 инв. оп.23, д.781 — Об определении кандидата Харьковского университета физико-химических наук Федора Ястремского и. д. делопроизводителя Департ. и о назначении его и. д. начальника ІІ отд. Херсонской К. П. 1883 г.
Ф. 1287 Оп.15 Д.1880 Л. 3 об. — Описи частных благотворительных учреждений по губерниям. 1900 год. — Л. 3 об. Минское благотворительное общество «Милосердие»
Ф. 1409 Оп. 10 Д. 288 оп. 10 — СОБСТВЕННАЯ ЕГО ИМПЕРАТОРСКОГО ВЕЛИЧЕСТВА КАНЦЕЛЯРИЯ Переписка с Министерством императорского двора о подтверждении нагрудного знака для членов Минского благотворительного общества.
- 2. ГАХО — Государственный Архив Харьковской Области

Ф.40. Оп. 110. ед. хр 1230. Клировые ведомости о церковнослужителях Волчанского уезда за 1904 год.
В деле: № 7 Николаевская церковь села Ново-Бурлуцкое стр.83
- 3. ДАХО — Державний Архів Херсонської Області

Ф.137 оп.32 д.15 л.76об — Постановление о назначении Ф. Н. Ястремского на должность начальника отделения Херсонской казенной палаты, 1888
Ф.137 оп.32 д.15 л.77 — Распоряжение о вступлении Ф. Н. Ястремского в должность, 1888 г.
- 4. НИАБ — Национальный Исторический Архив Беларусии

Фонд 468, опись 1, — ед. хр. 323, лл99, 99об
— ед. хр. 323, лл 281 — АТТЕСТАТЪ — Ястремской Антонины Федоровны,
— ед. хр. 370, лл 424, 442об — АТТЕСТАТЪ — Ястремской Ксении Федоровны,
- 5. РГВИА — Российский Государственный Военно-Исторический Архив

Ф. 2027, 16 ед. хр., 1914—1915 гг., оп. 1 — [5.2.11. УПРАВЛЕНИЕ ГЛАВНОГО КАЗНАЧЕЯ Северо-Западного фронта (1914—1915)]
Ф. 2056, 54 ед. хр., 1914—1918 гг., оп. 1 — [5.2.54. УПРАВЛЕНИЕ ГЛАВНОГО КАЗНАЧЕЯ Западного фронта (1915—1918)]
Ф. 409, оп.2, дело 29019 (пс. 327—853) — Послужной список Тайного советника Ястремского
- 6. ТОГБУ ГАТО – Государственный Архив Тамбовской Области

Ф. Р-1184 — Опись 9 — документы по личному составу Тамбовского Губернского Финансового Отдела.